# Морита, Такэо
Такэ́о Мори́та (яп. 森田 武雄 Морита Такэо, род. 17 декабря 1942) — японский борец вольного стиля, чемпион и призёр чемпионатов мира.

## Спортивные результаты
- Чемпион мира (1969), бронзовый призёр чемпионата мира (1965).
- Чемпион Японии (1967), серебряный призёр чемпионата Японии (1966).[2]

## Интересные факты
- На Чемпионате мира 1969 года в Мар-дель-Плата по окончании турнира борцов вольного стиля в весовой категории до 62 кг первоначально чемпионом мира был объявлен советский борец Загалав Абдулбеков. И эта информация уже была передана многими информационными агентствами. Однако японская делегация подала протест и после пересчёта штрафных очков результат был изменён и чемпионом объявлен Такэо Морита, а Загалав Абдулбеков стал бронзовым призёром.[3]
- Чемпионом мира Такэо Морита стал, работая по профессии учителем в средней школе города Татебаяси.